# Mon mari conduit l'enquête
Série Joel et Garda Sloane
Règlement de comptes (1938) Mon mari court encore (1939)
Pour plus de détails, voir Fiche technique et Distribution.
Mon mari conduit l'enquête (Fast and Loose) est un film américain en noir et blanc de Edwin L. Marin, sorti en 1939.
Il s’agit du second volet de la trilogie mettant en scène le couple de détectives amateurs Joel et Garda Sloane ; le précédent volet est : Règlement de comptes (1938) et le suivant : Mon mari court encore (1939).

## Synopsis
Joel et Garda Sloane, libraires spécialisé dans les livres rares, sont chargés de retrouver le morceau manquant d'un manuscrit ancien de William Shakespeare que le fils du propriétaire a vendu. Les choses se compliquent lorsque le vendeur du livre est assassiné.

## Fiche technique
- Titre : Mon mari conduit l'enquête
- Titre original : Fast and Loose
- Réalisation : Edwin L. Marin
- Scénario : Harry Kurnitz
- Photographie : George J. Folsey
- Montage : Elmo Veron
- Son : Douglas Shearer
- Direction artistique : Cedric Gibbons
- Producteur : Frederick Stephani
- Société de production et de distribution : Metro-Goldwyn-Mayer
- Pays de production :  États-Unis
- Langue d'origine : anglais américain
- Format : noir et blanc — 35 mm - 1,37:1 —  son : mono (Western Electric Sound System)
- Genre : comédie policière, film à énigme
- Durée : 80 min
- Dates de sortie :
  - États-Unis : 17 février 1939
  - France : 21 juin 1939

## Distribution
- Robert Montgomery : Joel Sloane
- Rosalind Russell : Garda Sloane
- Reginald Owen : Vincent Charlton
- Ralph Morgan : Nicholas "Nick" Torrent
- Etienne Girardot : Christopher Oates
- Alan Dinehart : David Hilliard
- Jo Ann Sayers : Christine Torrent
- Joan Marsh : Bobby Neville
- John Hubbard : Phil Sergeant
- Tom Collins : Gerald Torrent
- Sidney Blackmer : "Lucky" Nolan
- Donald Douglas : l'inspecter Forbes
- Ian Wolfe : M. Wilkes
- Mary Forbes : Mme Torrent
- Leonard Carey : Craddock, le majordome de Mme Torrent
- Jules Cowles : le patron du casino